# Chicago Bears 2019
La stagione 2019 dei Chicago Bears è stata la 100ª della franchigia nella National Football League e la seconda con Matt Nagy come capo-allenatore. Malgrado l'avere vinto tre delle prime quattro gare, i Bears subirono una serie di quattro sconfitte consecutive e dopo quella con i Philadelphia Eagles scesero a 3–5, non riuscendo quindi a replicare il loro record di 12–4 del 2018. Si ripresero con un bilancio parziale di 4–1 nelle successive cinque gare ma una sconfitta nella settimana 15 contro i Green Bay Packers e la contemporanea vittoria dei Minnesota Vikings sui Los Angeles Chargers li escluse dai playoff. Chicago concluse la stagione sull'8–8.

## Festeggiamenti per il 100º anniversario
La stagione 2019 vide i Bears festeggiare il loro centesimo anniversario: la squadra aveva infatti debuttato nel 1920 con il nome di Decatur Staleys nell'allora American Professional Football Association. L'unica altra squadra rimasta da allora sono gli Arizona Cardinals (allora anch'essi a Chicago).
Per festeggiare l'anniversario, i Bears svelarono un logo speciale che sarebbe comparso sulle loro maglie. Dal 7 al 9 giugno la squadra tenne il Bears100 Celebration Weekend al Donald E. Stephens Convention Center a Rosemont, Illinois.

## Scelte nel Draft 2019
| Scelte dei Bears nel Draft 2019 |        |                  |       |                |
| Giro                            | Scelta | Giocatore        | Ruolo | College        |
| 3                               | 73     | David Montgomery | RB    | Iowa State     |
| 4                               | 126    | Riley Ridley     | WR    | Georgia        |
| 6                               | 205    | Duke Shelley     | CB    | Kansas State   |
| 7                               | 222    | Kerrith Whyte    | RB    | FAU            |
| 7                               | 238    | Stephen Denmark  | CB    | Valdosta State |

## Staff
| Staff dei Chicago Bears nel 2019 |
| --- |
| Organi dirigenziali - Segretario del Consiglio di Amministrazione – Virginia Halas McCaskey - Chairman – George McCaskey - Presidente/CEO – Ted Phillips - General Manager – Ryan Pace - Vicepresidente e consigliere generale – Cliff Stein - Direttore del personale sportivo – Josh Lucas - Direttore degli osservatori del college – Mark Sadowski - Direttore dell'organico giocatori – Anthony Kelly - Direttore sportivo – Joseph Laine Capo allenatore Matt Nagy Altri allenatori - Sviluppo della forza e della condizione – Jason Loscalzo - Assistente sviluppo della forza e della condizione – Pierre Ngo - Preparatore atletico – Andre Tucker Allenatori dell'attacco - Coordinatore offensivo – Mark Helfrich - Consulente offensivo senior – Brad Childress - Quarterback – Dave Ragone - Running back – Charles London - Wide receiver – Mike Furrey - Tight end – Kevin M. Gilbride - Offensive line – Juan Castillo - Assistente offensive line – Donovan Raiola - Controllo qualità dell'attacco – Mike Snyder Allenatori della difesa - Coordinatore difensivo – Chuck Pagano - Defensive line – Jay Rodgers - Inside linebacker – Mark DeLeone - Outside linebacker – Ted Monachino - Defensive back – Deshea Townsend - Safeties - Sean Desai - Controllo qualità della difesa – Shane Toub - Controllo qualità della difesa – Ronell Williams Allenatori dello special team - Coordinatore dello special team – Chris Tabor - Assistente dello special team – Brian Ginn |

## Roster
| Roster dei Chicago Bears nel 2019 |
| --- |
| Quarterback - 4 Chase Daniel - 10 Mitchell Trubisky Running Back - 29 Tarik Cohen - 25 Mike Davis - 32 David Montgomery - 38 Kerrith Whyte Jr. Wide Receiver - 18 Taylor Gabriel - 17 Anthony Miller - 84 Cordarrelle Patterson - 88 Riley Ridley - 12 Allen Robinson - 83 Javon Wims Tight End - 82 Ben Braunecker - 80 Trey Burton - 87 Adam Shaheen - 85 Bradley Sowell Offensive Linemen - 69 Rashaad Coward T - 68 James Daniels C - 62 Ted Larsen C - 72 Charles Leno Jr. T - 75 Kyle Long G - 73 Cornelius Lucas T - 70 Bobby Massie T - 65 Cody Whitehair G Defensive Linemen - 76 Abdullah Anderson DE - 91 Eddie Goldman NT - 96 Akiem Hicks DE - 98 Bilal Nichols DE - 95 Roy Robertson-Harris DE - 97 Nicholas Williams DE Linebacker - 94 Leonard Floyd OLB - 47 Isaiah Irving OLB - 45 Joel Iyiegbuniwe ILB - 44 Nick Kwiatkoski ILB - 99 Aaron Lynch OLB - 52 Khalil Mack OLB - 57 Kevin Pierre-Louis ILB - 58 Roquan Smith ILB - 59 Danny Trevathan ILB - 55 Josh Woods ILB Defensive Back - 20 Prince Amukamara CB - 26 Deon Bush SS - 21 Ha Ha Clinton-Dix SS - 23 Kyle Fuller CB - 36 DeAndre Houston-Carson FS - 39 Eddie Jackson FS - 27 Sherrick McManis CB - 33 Duke Shelley CB - 24 Buster Skrine CB - 22 Kevin Toliver II CB Special Team - 15 Eddy Pineiro K - 16 Pat O'Donnell P - 48 Patrick Scales LS Lista delle riserve - 63 Blake Blackmar G (IR) - 79 T.J. Clemmings OT (IR) - 46 Dax Raymond TE (IR) Squadra di allenamento - 64 Alex Bars G - 9 Tyler Bray QB - 37 Stephen Denmark CB - 71 Jonathan Harris DE - 49 Jesper Horsted TE - 14 Thomas Ives WR - 30 Michael Joseph CB - 67 Sam Mustipher C - 35 Ryan Nall RB - 93 James Vaughters OLB 53 attivi, 3 inattivi, 10 nella squadra di allenamento |
| Legenda - I rookie sono in corsivo. - Il primo ruolo è il principale mentre gli eventuali successivi indicano i ruoli secondari. - (IR) sta per Injured Reserve ed indica la lista ristretta per un solo giocatore infortunato che può tornare ad allenarsi dopo la settimana 6 e a rientrare in prima squadra dopo che questa ha giocato 8 partite. - (NF-Inj.) / (NF-Ill.) stanno rispettivamente per Non-Football Injured e Non-Football Illness ed indicano le liste dove viene inserito un giocatore che ha un infortunio o una malattia non dipendente dal football americano. - (PUP) sta per Physically Unable to Perform ed indica la lista dove viene inserito un giocatore mentre è in attesa di recuperare la condizione fisica. Nella stagione regolare dopo la sesta partita giocata dalla propria squadra, il giocatore ha tempo tre settimane per riprendere ad allenarsi, più tre settimane aggiuntive dal suo rientro agli allenamenti per rientrare in prima squadra. |

## Calendario
| Stagione regolare |                    |                        |                    |                    |                               |                    |
| Turno             | Data               | Avversario             | Risultato          | Record             | Stadio                        | Sintesi            |
| 1                 | 5 settembre        | Green Bay Packers      | S 3–10             | 0–1                | Soldier Field                 | Recap              |
| 2                 | 15 settembre       | at Denver Broncos      | V 16–14            | 1–1                | Empower Field at Mile High    | Recap              |
| 3                 | 23 settembre       | at Washington Redskins | V 31–15            | 2–1                | FedEx Field                   | Recap              |
| 4                 | 29 settembre       | Minnesota Vikings      | V 16–6             | 3–1                | Soldier Field                 | Recap              |
| 5                 | 6 ottobre          | at Oakland Raiders     | S 21–24            | 3–2                | Tottenham Hotspur Stadium     | Recap              |
| 6                 | Settimana di pausa | Settimana di pausa     | Settimana di pausa | Settimana di pausa | Settimana di pausa            | Settimana di pausa |
| 7                 | 20 ottobre         | New Orleans Saints     | S 25–36            | 3–3                | Soldier Field                 | Recap              |
| 8                 | 27 ottobre         | Los Angeles Chargers   | S 16–17            | 3–4                | Soldier Field                 | Recap              |
| 9                 | 3 novembre         | at Philadelphia Eagles | S 14–22            | 3–5                | Lincoln Financial Field       | Recap              |
| 10                | 10 novembre        | Detroit Lions          | V 20–13            | 4–5                | Soldier Field                 | Recap              |
| 11                | 17 novembre        | at Los Angeles Rams    | S 7–17             | 4–6                | Los Angeles Memorial Coliseum | Recap              |
| 12                | 24 novembre        | New York Giants        | V 19–14            | 5–6                | Soldier Field                 | Recap              |
| 13                | 28 novembre        | at Detroit Lions       | V 24–20            | 6–6                | Ford Field                    | Recap              |
| 14                | 5 dicembre         | Dallas Cowboys         | V 31–24            | 7–6                | Soldier Field                 | Recap              |
| 15                | 15 dicembre        | at Green Bay Packers   | S 13–21            | 7–7                | Lambeau Field                 | Recap              |
| 16                | 22 dicembre        | Kansas City Chiefs     | S 3–26             | 7–8                | Soldier Field                 | Recap              |
| 17                | 29 dicembre        | at Minnesota Vikings   | V 21–19            | 8–8                | U.S. Bank Stadium             | Recap              |

## Classifiche

### Division
| NFC North           | NFC North | NFC North | NFC North | NFC North | NFC North | NFC North | NFC North | NFC North |
| vedi • disc. • mod. | V         | S         | P         | PCT       | DIV       | CONF      | PF        | PS        |
| ------------------- | --------- | --------- | --------- | --------- | --------- | --------- | --------- | --------- |
| Green Bay Packers   | 13        | 3         | 0         | .813      | 6-0       | 10-2      | 376       | 313       |
| Minnesota Vikings   | 10        | 6         | 0         | .625      | 2-4       | 7-5       | 407       | 303       |
| Chicago Bears       | 8         | 8         | 0         | .500      | 4-2       | 7-5       | 280       | 298       |
| Detroit Lions       | 3         | 12        | 1         | .219      | 0-6       | 2-9-1     | 341       | 423       |
|                     |           |           |           |           |           |           |           |           |
|                     |           |           |           |           |           |           |           |           |

### Conference
| National Football Conference           | National Football Conference | National Football Conference | National Football Conference | National Football Conference | National Football Conference | National Football Conference | National Football Conference | National Football Conference | National Football Conference | National Football Conference |
| Pos.                                   | Squadra                      | Division                     | V                            | S                            | P                            | PCT                          | DIV                          | CONF                         | SOS                          | SOV                          |
| Capolista di Division                  | Capolista di Division        | Capolista di Division        | Capolista di Division        | Capolista di Division        | Capolista di Division        | Capolista di Division        | Capolista di Division        | Capolista di Division        | Capolista di Division        | Capolista di Division        |
| -------------------------------------- | ---------------------------- | ---------------------------- | ---------------------------- | ---------------------------- | ---------------------------- | ---------------------------- | ---------------------------- | ---------------------------- | ---------------------------- | ---------------------------- |
| 1                                      | San Francisco 49ers          | West                         | 8                            | 0                            | 0                            | 1.000                        | 2-0                          | 5-0                          | .341                         | .341                         |
| 2                                      | New Orleans Saints           | South                        | 7                            | 1                            | 0                            | .875                         | 1-0                          | 5-1                          | .522                         | .508                         |
| 3                                      | Green Bay Packers            | North                        | 7                            | 2                            | 0                            | .778                         | 3-0                          | 4-1                          | .513                         | .517                         |
| 4                                      | Dallas Cowboys               | East                         | 5                            | 3                            | 0                            | .625                         | 4-0                          | 4-2                          | .377                         | .250                         |
| Wild Card                              |                              |                              |                              |                              |                              |                              |                              |                              |                              |                              |
| 5                                      | Minnesota Vikings            | West                         | 7                            | 2                            | 0                            | .778                         | 2-0                          | 4-1                          | .418                         | .307                         |
| 6                                      | Seattle Seahawks             | North                        | 6                            | 3                            | 0                            | .667                         | 1-2                          | 5-2                          | .422                         | .324                         |
| In corsa per i play-off                |                              |                              |                              |                              |                              |                              |                              |                              |                              |                              |
| 7                                      | Los Angeles Rams             | West                         | 5                            | 3                            | 0                            | .625                         | 0-2                          | 3-3                          | .492                         | .375                         |
| 8                                      | Carolina Panthers            | South                        | 5                            | 3                            | 0                            | .625                         | 1-1                          | 2-3                          | .507                         | .443                         |
| 9                                      | Philadelphia Eagles          | East                         | 5                            | 4                            | 0                            | .556                         | 1-1                          | 3-4                          | .447                         | .429                         |
| 10                                     | Detroit Lions                | North                        | 3                            | 4                            | 1                            | .438                         | 0-2                          | 2-2-1                        | .528                         | .407                         |
| 11                                     | Arizona Cardinals            | West                         | 3                            | 5                            | 1                            | .389                         | 0-2                          | 2-4-1                        | .534                         | .120                         |
| 12                                     | Chicago Bears                | North                        | 3                            | 5                            | 0                            | .375                         | 1-1                          | 2-3                          | .529                         | .370                         |
| 13                                     | Tampa Bay Buccaneers         | South                        | 2                            | 6                            | 0                            | .250                         | 1-2                          | 2-5                          | .642                         | .625                         |
| 14                                     | New York Giants              | East                         | 2                            | 7                            | 0                            | .222                         | 1-2                          | 2-5                          | .526                         | .176                         |
| 15                                     | Atlanta Falcons              | South                        | 1                            | 7                            | 0                            | .125                         | 0-0                          | 1-4                          | .593                         | .556                         |
| 16                                     | Washington Redskins          | East                         | 1                            | 8                            | 0                            | .111                         | 0-3                          | 0-6                          | .579                         | .125                         |
| Criteri di spareggio                   |                              |                              |                              |                              |                              |                              |                              |                              |                              |                              |
| 1.                                     |                              |                              |                              |                              |                              |                              |                              |                              |                              |                              |
| Legenda                                |                              |                              |                              |                              |                              |                              |                              |                              |                              |                              |
| w — wild card ottenuta                 |                              |                              |                              |                              |                              |                              |                              |                              |                              |                              |
| x — partecipazione ai playoff ottenuta |                              |                              |                              |                              |                              |                              |                              |                              |                              |                              |
| y — campioni di division               |                              |                              |                              |                              |                              |                              |                              |                              |                              |                              |
| z — salto del primo turno di play-off  |                              |                              |                              |                              |                              |                              |                              |                              |                              |                              |
| * — vantaggio del campo ottenuto       |                              |                              |                              |                              |                              |                              |                              |                              |                              |                              |

## Premi

### Premi settimanali e mensili
- Eddy Piñeiro:

giocatore degli special team della NFC della settimana 2
- Cordarrelle Patterson:

giocatore degli special team della NFC del mese di novembre
- Mitchell Trubisky:

quarterback della settimana 13